# William Saroyan

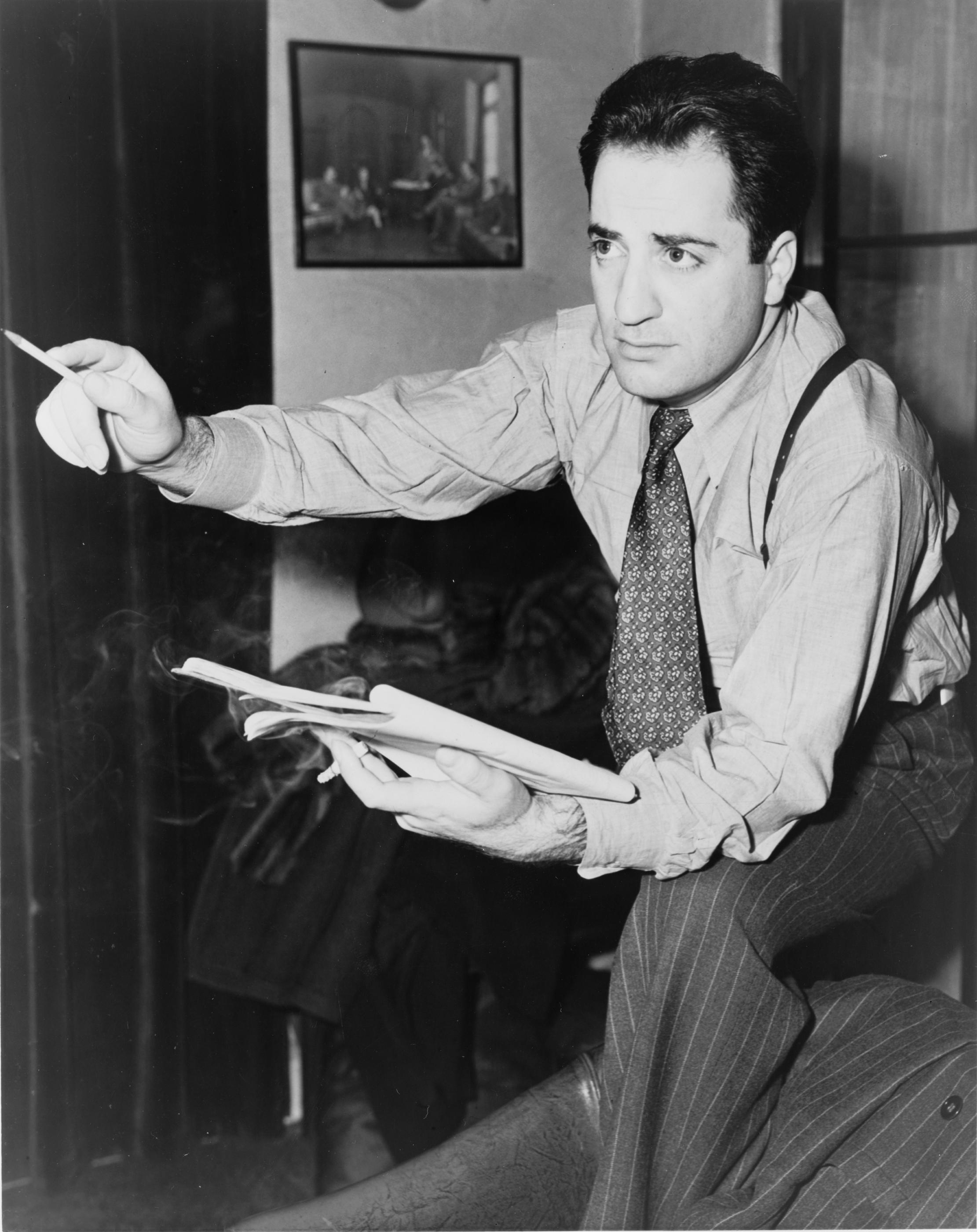
William Saroyan (1940)

William Saroyan (* 31. August 1908 in Fresno, Kalifornien; † 18. Mai 1981 ebenda) war ein US-amerikanischer Schriftsteller armenischer Herkunft.

## Leben
Saroyan war einer der wichtigsten US-amerikanischen Schriftsteller des 20. Jahrhunderts. Der Sohn armenischer Einwanderer aus Bitlis in der Türkei begann seine Laufbahn als Schriftsteller mit Kurzgeschichten, die zwischen 1928 und 1936 erschienen. Aufgrund dieser Geschichten wurde er bei Columbia Pictures als Drehbuchautor angeheuert. Neben der Mitarbeit an Drehbüchern schrieb er weiterhin Prosa und Theaterstücke, die vor allem während der Weltwirtschaftskrise in den 1930er Jahren populär waren. Seine Geschichten handelten meist vom Aufwachsen als Sohn armenischer Einwanderer.
William Saroyan erhielt im Laufe seiner Karriere den Pulitzer-Preis für sein Theaterstück The Time of your Life und einen Academy Award (Oscar) in der Kategorie Beste Originalgeschichte zu dem Film The Human Comedy. 1943 wurde er in die American Academy of Arts and Letters gewählt. Er war zweimal mit der Schauspielerin Carol Grace (1924–2003), der späteren Ehefrau von Walter Matthau, verheiratet, mit der er zwei gemeinsame Kinder hatte: Aram Saroyan (geb. 1943 in New York City, lebt in Los Angeles), er wurde später ebenfalls ein namhafter Autor, und Lucy Saroyan (1946–2003), sie wurde Schauspielerin.
Die armenische Regisseurin Lusin Dink drehte über sein Leben ihren ersten Spielfilm, das 2012 veröffentlichte Dokudrama Saroyan Ülkesi (internationaler Titel SaroyanLand).

## Werke (Auswahl)
- The Third day after Christmas (Kurzgeschichte, 1926)
- The Daring Young Man on the Flying Trapeze (Kurzgeschichtensammlung, 1934)
- The Time of Your Life (1939, Komödie)
- My Name is Aram (Kurzgeschichtensammlung, 1940)
  - Ich heiße Aram. Aus dem Englischen von Hans Zbinden, Europaverlag 1979
- My Heart’s in the Highlands (Drama, 1941)
- The Human Comedy (Roman, 1943)
  - Menschliche Komödie. Roman. Aus dem Englischen von Justinian Frisch, Querido 1943
- Rock Wagram (Roman, 1951)
- Tracy’s Tiger (Erzählung, 1951)
  - Tracys Tiger. Aus dem Englischen von Helmut M. Braem, Diana Verlag 1953
- Papa You’re Crazy (Roman, 1957)
  - ... sagte mein Vater. Aus dem Englischen von Elisabeth Mann Borgese. Illustriert von Kurt Wirth, S. Fischer Verlag, Frankfurt am Main 1959
  - Tja, Papa. Roman. Aus dem Englischen von Nikolaus Stingl. Illustriert von Katharina Netolitzky, dtv Verlagsgesellschaft, München 2019
- Sons Come & Go, Mothers Hang In Forever (Erzählungen, 1976)
  - Söhne kommen und gehen, Mütter bleiben zurück. Aus dem Englischen von Traute Lunow, Europa Verlag, Wien 1977
- Chance Meetings (Erzählungen, 1978)
  - Freunde und andere Leute. Aus dem Englischen von Gabriele Redden, Limes Verlag 1979
- Wo ich herkomme, sind die Leute freundlich. Storys. Aus dem Englischen von Nikolaus Stingl. Mit einem Nachwort von Richard Kämmerlings, dtv Verlagsgesellschaft, München 2017 [Zusammenstellung von Erzählungen der Jahre 1934–1950]
- William Saroyan, Armenische Fabeln, 1959, Verlag Sanssouci.

## Filmografie
- 1943: Und das Leben geht weiter (The Human Comedy) – Regie: Clarence Brown (mit Mickey Rooney)
- 1948: The Time of your Life – Regie: H. C. Potter (mit James Cagney)
- 1952–1959 – Omnibus – Lehrfernsehen mit Einaktern, die Saroyan speziell für diese Fernsehserie schrieb. Sie beinhaltete darüber hinaus Inszenierungen von Peter Brook und Musikunterricht mit Leonard Bernstein
- 1961: Die Pariser Komödie – Regie: Boleslaw Barlog (mit Carl Raddatz)
- 1964: Ein Leben lang – Regie: Imo Moszkowicz (mit Martin Benrath und Rolf Boysen)
- 1967: W gorach mojo serdze nach der Kurzgeschichte My Heart Is in the Highlands – Regie: Rustam Khamdamov
- 1976: The Time of Your Life – Regie: Kirk Browning (TV-Version mit Saroyan als Erzähler)
- 2007: Die Verbannung (Изгнание) nach der Kurzgeschichte The Laughing Matter – Regie: Andrei Swjaginzew
- 2015: Ithaca (Neuverfilmung nach dem Roman The Human Comedy) – Regie: Meg Ryan (mit Alex Neustaedter, Meg Ryan und Tom Hanks)